# Guide-chant

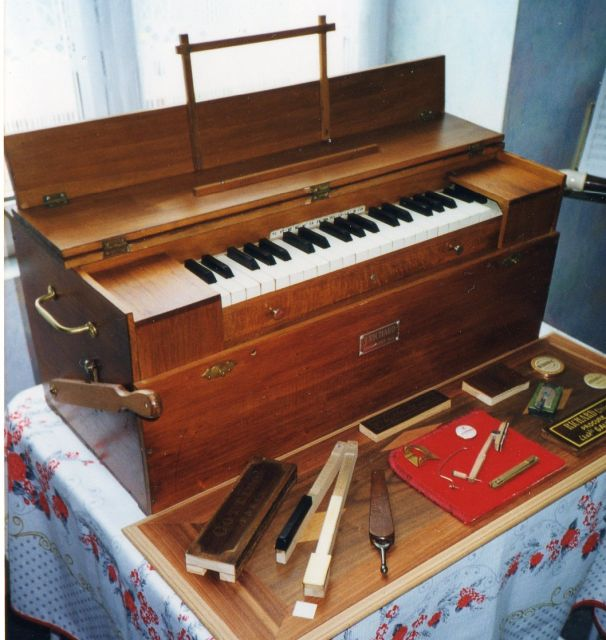
Guide-chant Richard

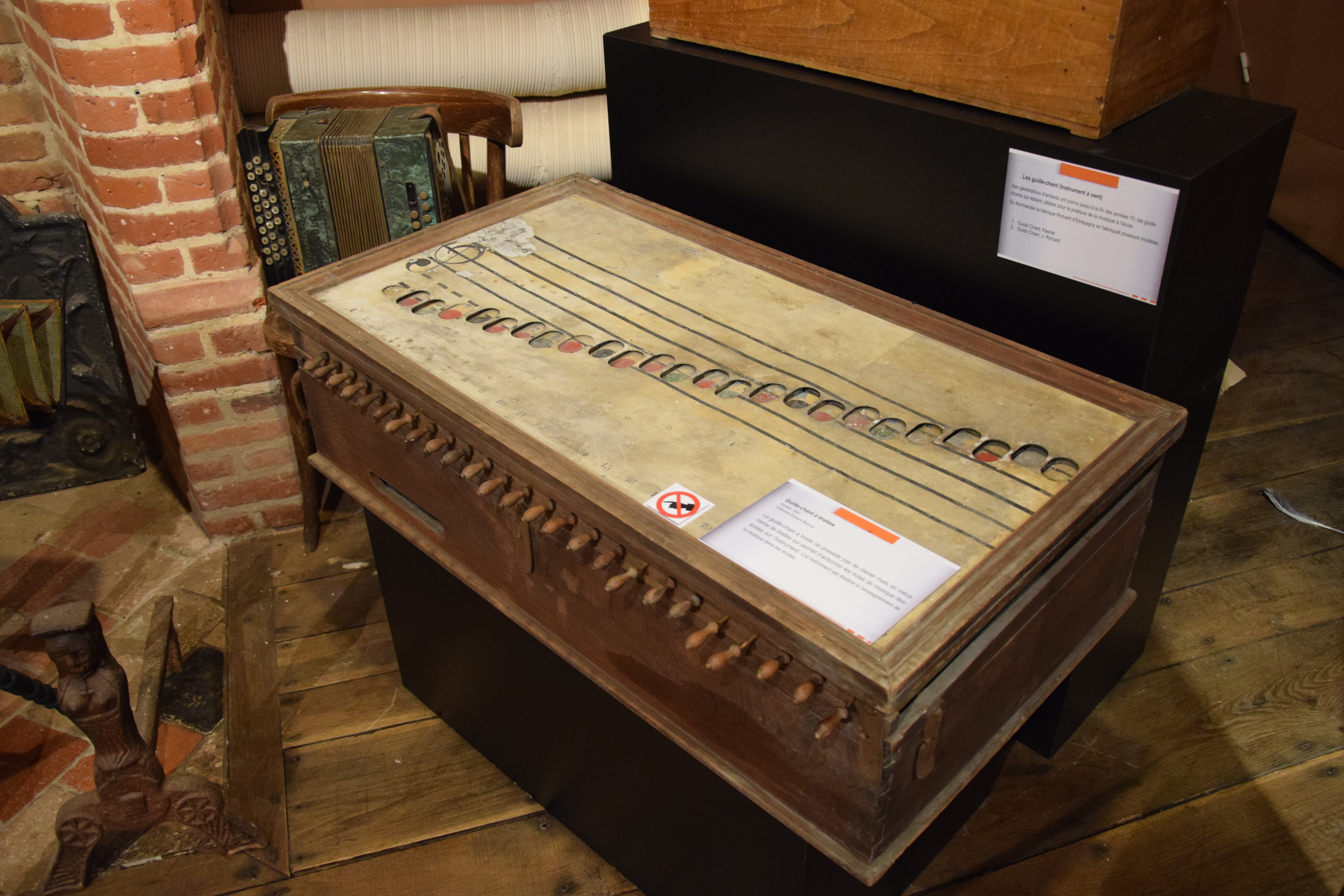
Guide-chant à tirettes.

Le guide-chant scolaire est un petit harmonium utilisé en cours de chant ou de musique.
C’est un instrument à vent, équipé de 37 anches libres de do à do sur trois octaves. Les anches sont en laiton. Le clavier présente 44 touches, dont seulement 37 peuvent jouer. Cela permet une transposition en montant ou descendant de 3 à 4 demi-tons, en déplaçant le clavier à gauche ou à droite. Il sert à donner l'intonation, à jouer la mélodie ou accompagner le chant dans les chorales. L'instrument se joue posé sur une table ou un bureau. Sur les premiers modèles manuels, il faut pomper à l’aide d’un levier placé sur le côté gauche, limitant le jeu à la seule main droite, tandis que les modèles électriques plus récents sont équipés d'une turbine en aspiration directe (il n'y a pas de réserve comme dans un harmonium) : on peut alors jouer des deux mains.

## Historique
Le guide-chant était employé dans les écoles publiques, les institutions privées et les patronages, depuis la seconde moitié du XIXe siècle jusque dans les années 1960.
En France, plusieurs manufactures d’harmoniums ont fabriqué de tels instruments : Kasriel à Paris, Richard à Étrépagny, Dumont aux Andelys, Roethinger à Strasbourg et Pleyel à Paris.